# Tarackraszna
Tarackraszna (ukránul: Красна) település Ukrajnában, Kárpátalján, a Técsői járásban.

## Fekvése
Técsőtől északkeletre, a Tarac mellett, Dombó és Királymező közt fekvő település. A folyóba itt torkollik a Krasznisora patak.

## Története
Tarackraszna nevét 1402-ben említette először oklevél Krazna néven, mint Szász vajda unokáinak birtokát.
1910-ben 738 lakosából 10 magyar, 34 német, 694 ruszin volt. Ebből 699 görögkatolikus, 34 izraelita volt. A trianoni békeszerződés előtt Máramaros vármegye Taracvizi járásához tartozott.

## Népesség
A 2001-es adatok alapján 2587 lakosa volt.